# Сан Мартино (Асти)
Сан Мартино је насеље у Италији у округу Асти, региону Пијемонт.
Према процени из 2011. у насељу је живело 56 становника. Насеље се налази на надморској висини од 126 м.